# 哈拉尔·哈尔沃森
哈拉尔·哈尔沃森（挪威語：Harald Halvorsen，1878年11月16日—1965年8月11日），挪威男子体操运动员。他曾获得1908年夏季奥运会体操比赛男子团体全能银牌。他也参加了届间运动会，并在体操男子团体全能上获得金牌。